# Alunstift

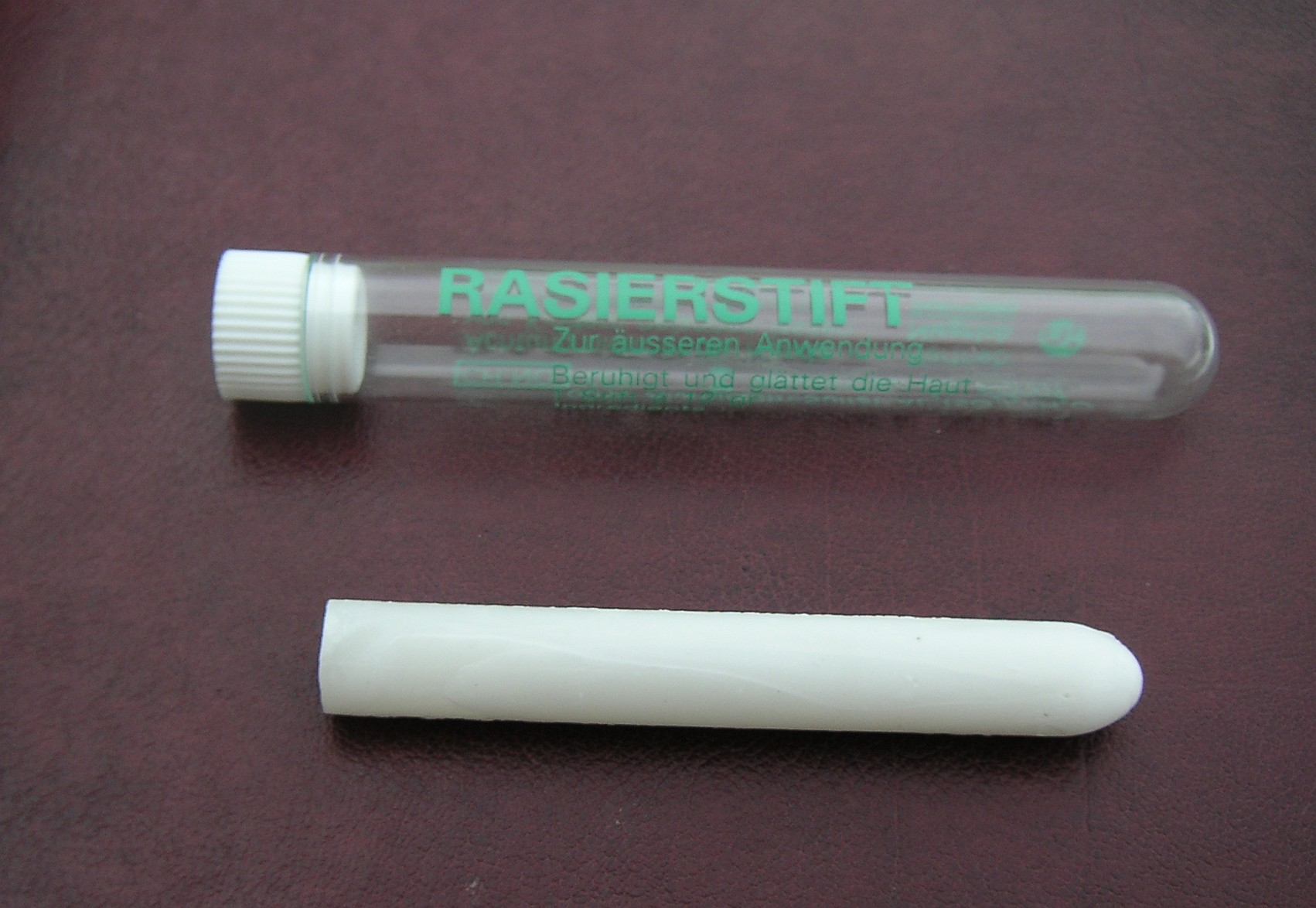
Alunstift

Alunstift används för att få mindre sår att dra ihop sig och används ofta vid rakning med rakkniv eller rakhyvel. Stiften innehåller alun. Det fanns tidigare till försäljning som receptfri produkt på svenska apotek.